# الشخص الذي هرب (فلم 1996)
الشخص الذي هرب (بالإنجليزية: The One That Got Away) هو فيلم تلفزيوني مستقل أنتج عام 1996 ومن إخراج بول غرينغراس ومن بطولة بول مكغان. تستند قصة الفيلم إلى كتاب يحمل نفس الاسم ألفه كريس ريان الذي يخبر القصة الحقيقية لدورية القوة الجوية الخاصة خلال حرب الخليج الثانية عام 1991.

## وصلات خارجية
- مقالات تستعمل روابط فنية بلا صلة مع ويكي بيانات